# Gaziantepspor Kulübü 2018-2019
Questa voce raccoglie le informazioni riguardanti la Gaziantepspor Kulübü nelle competizioni ufficiali della stagione 2018-2019.

## Rosa
| N. |                        | Ruolo | Calciatore              |
| -- | ---------------------- | ----- | ----------------------- |
| 1  | Turchia (bandiera)     | P     | Nihat Şahin             |
| 2  | Turchia (bandiera)     | D     | Ugur Kuru               |
| 4  | Turchia (bandiera)     | D     | Ahmet Kesim             |
| 5  | Turchia (bandiera)     | D     | Yalcin Kilinc           |
| 7  | Brasile (bandiera)     | A     | Igor                    |
| 8  | Brasile (bandiera)     | C     | Jefferson               |
| 9  | Paesi Bassi (bandiera) | A     | Rydell Poepon           |
| 10 | Turchia (bandiera)     | C     | Kerim Avci              |
| 14 | Togo (bandiera)        | C     | Prince Segbefia         |
| 15 | Turchia (bandiera)     | C     | Kubilay Aktas           |
| 20 | Turchia (bandiera)     | C     | Gökhan Alsan            |
| 22 | Turchia (bandiera)     | P     | Günay Güvenc            |
| 23 | Turchia (bandiera)     | C     | Hasan Genc              |
| 25 | Turchia (bandiera)     | C     | Mustafa Emirhan Özyasar |
| 27 | Turchia (bandiera)     | D     | Ilker Günaslan          |
| 32 | Turchia (bandiera)     | P     | Selcuk Özcan            |
| 33 | Turchia (bandiera)     | D     | Mert Kürkcü             |

| N. |                        | Ruolo | Calciatore           |
| -- | ---------------------- | ----- | -------------------- |
| 41 | Turchia (bandiera)     | P     | Musa Emre Yakar      |
| 50 | Austria (bandiera)     | C     | Muhammed Ildiz       |
| 65 | Turchia (bandiera)     | C     | Oktay Aydin          |
| 69 | Turchia (bandiera)     | C     | Müslüm Talşik        |
| 70 | Turchia (bandiera)     | A     | Erdal Ahmet Özdemir  |
| 77 | Turchia (bandiera)     | D     | Ramazan Okatan       |
| 80 | Turchia (bandiera)     | C     | Gökhan Camur         |
| 88 | Turchia (bandiera)     | D     | Mehmet Kasim Dogala  |
| 97 | Turchia (bandiera)     | A     | Yusuf Erdem          |
| 99 | Turchia (bandiera)     | C     | Harun Enes Nural     |
|    | Bielorussia (bandiera) | C     | Sjarhej Kisljak      |
|    | Turchia (bandiera)     | D     | Süleyman Daglarkiran |
|    | Turchia (bandiera)     | D     | Deniz Solmaz         |
|    | Turchia (bandiera)     | D     | Mustafa Nacar        |
|    | Turchia (bandiera)     | C     | Sevket Samil Göktürk |